# ون نویس (ایندیانا)
ون نویس، ایندیانا (به انگلیسی: Van Nuys, Indiana) یک منطقهٔ مسکونی در ایالات متحده آمریکا است که در شهرستان هنری، ایندیانا واقع شده‌است.

## خصوصیات
ون نویس ۳۰۲٫۹۷ متر بالاتر از سطح دریا واقع شده‌است.